# Ultima VI: The False Prophet
Ultima VI: The False Prophet é um jogo eletrônico de RPG desenvolvido e publicado pela Origin Systems, originalmente para MS-DOS, em abril de 1990. Ele é o sexto jogo da série Ultima, e o último da trilogia narrativa da "Era da Iluminação", bem como o primeiro a abandonar as masmorras em primeira pessoa que caracterizaram os primeiros jogos da série. O jogo é compatível com MS-DOS, Amiga, Atari ST, Commodore 64, FM Towns, SNES, PC-9801 e X68000.

## Enredo
Com o resgate de Lord British e a retirada do Códice da Sabedoria Definitiva do Abismo Estigiano, os anos de paz que se seguiram não duraram muito. Hordas de criaturas anteriormente conhecidas como gárgulas, invadem os oito santuários sagrados de britannia provocando uma guerra com a morte de muita gente. O Avatar mais uma vez é chamado a Britannia através de um portal de luz vermelha sendo aprisionado por Gárgulas, mas é salvo antes de se ser sacrificado numa cerimônia pelos seus amigos Dupre, Iolo e Shamino, no fim dessa cena, eles capturam um texto sagrado em posse dos sacerdotes gárgulas (Livro das Profecias). A pedido do rei Lord British, Ele mais os companheiros viajam pela terra para libertar os santuários dos gárgulas e expulsá-los de Britannia e para isso têm que achar os pedaços e traduzir o Livro das Profecias  que revelará a futura destruição da raça gárgula. Durante a aventura, o Avatar é levado a explorar o mundo subterrâneo, a Britannia e o Reino dos Gárgulas. Descobrirá a conexão entre a futura destruição dos gárgulas com o desaparecimento de um livro (O Códice da Sabedoria Definitiva), trago pelo Avatar para Brittania no "Ultima V". O Avatar descobre que ele é um Herói para os humanos, mas um símbolo da morte, ou "Falso Profeta", como diz o título do jogo, para os gárgulas. O Avatar , então, tentará reparar seus erros e submeter-se em uma aventura no mundo gárgula para fazê-lo compreender os valores fundamentais destas criaturas que não são meramente destruidoras, mas capazes de conviver com os humanos, a aventura pela vitória sobre os gárgulas agora vira uma aventura pela paz com eles que só será garantida quando o Códice da Sabedoria Definitiva for traduzido e compreendido pelas duas raças, abrindo caminho assim para a paz entre elas.